# Арго, Антуан
Антуан Арго (фр. Antoine Argoud; 26 июня 1914 — 10 июня 2004) — полковник французской армии, глава подпольной националистической организации ОАС, сторонник Французского Алжира.
Закончил Политехническую школу в Париже, в 1934 году поступил на службу в армию. Участвовал во Второй Мировой войне, воевал во Французской Западной Африке (Марокко, Тунис), после войны стал советником в штабе генерала Жана Мари де Латр де Тассиньи. С 1954 года был военным советником по делам Алжира.
В 1961 году участвовал в так называемом «путче генералов». Когда путч провалился, Арго ушёл в подполье и после ареста в 1962 году Рауля Салана возглавил «Секретную вооружённую организацию». Под его руководством были подготовлены и осуществлены несколько покушений на французского президента Шарля де Голля. В 1963 году в Мюнхене он был похищен французской разведкой и приговорен к пожизненному заключению. В 1968 году освобождён по амнистии.